# Воллхайм Ричард
Ричард Артур Воллхайм (англ. Richard Arthur Wollheim; 5 мая 1923, Лондон — 4 ноября 2003, там же) — британский философ, который известен своими оригинальными работами по философии сознания и эстетике визуального искусства, в частности, живописи. Воллхайм был президентом Британского общества эстетики с 1992 года вплоть до своей смерти в 2003 году.

## Биография
Сын актрисы и балетного импресарио, Воллхайм посещал Вестминстерскую школу в Лондоне и колледж Баллиол в Оксфорде с перерывом, с 1941 по 1942 и с 1945 по 1948 год, из-за активной военной службой во Второй мировой войне (с 1942 по 1945). В 1949 году он получил первую ученую степень в области философии, политики и экономики и начал преподавать в университетском колледже Лондона, где стал профессором (the Grote Professor) сознания и логики (the Philosophy of Mind and Logic) и начальником отдела с 1963 по 1982 год.
С 1982 по 1985 год Воллхайм был профессором Колумбийского университета в Нью-Йорке. А с 1985 по 1996 год попеременно профессором в университете калифорнии города Дэвис и университета калифорнии Беркли, где он возглавлял кафедру в 1998—2002 годах. После окончания службы в Беркли он недолго проработал в качестве приглашенного лектора в колледже Баллиол.
Ричард Воллхайм был президентом Общества Аристотеля (1967-1968), Британского общества эстетики (с 1993 года) и Тихоокеанского отделения Американской философской ассоциации (2002-2003). Он был почетным членом Британского психоаналитического общества (1982) и почетным членом Сан-Франциско психоаналитического института (1994). В 1991 году он получил награду за выдающиеся заслуги в психоанализе Международного общества психоанализа.
Ричард Воллхайм был дважды женат, сначала на Энн Пауэлл (Anne Powell) в 1950 году, с которой у него появились близнецы, Бруно и Руперт, после того как брак был расторгнут в 1967 году, он женился на Мэри Дей Ланье (Mary Day Lanier), с которой у него появилась дочь Эмилия.

## Работы
В 1962 году он опубликовал статью «Парадокс в теории демократии», в которой Воллхайм утверждал, что сторонники демократии сталкиваются с противоречием, когда они голосуют. С одной стороны, демократы хотят, чтобы определенная партия или кандидат выиграли на выборах, но, с другой стороны, они хотят, чтобы победил любой, кто наберет голосов больше всех. Этот пример стал известен как парадокс Воллхайма.
Воллхайм опубликовал две крупные работы в философии искусства: «Искусство и его объекты» (1968) и «Живопись как искусство» (1987). Искусство и его Объекты (Art and its Objects) является одним из самых влиятельных текстов двадцатого века по философской эстетике на английском языке. «Живопись как искусство» (Painting as an Art) основана на его серии лекций Эндрю Меллона в Национальной галерее искусств в Вашингтоне (округ Колумбия) — события обычно представленный искусствоведами, для которых он является завершающим достижением своей карьеры.
«Искусство и его объекты» содержат то, что широко рассматривается как важный философский вклад Воллхайма, который он назвал «видящим» (seeing in). Мы видим объект в краске мазка кисточки, которой расписана поверхность, а не просто видя следы краски. Эту особенность Воллхайм считал первоначальной человеческой способностью; это проявляется, когда мы видим лица в облаках, например, или, как заметил Леонардо да Винчи, пейзажи в пятнах на стене. Но восприятие картин является более сложным достижением человека, поскольку то, что мы видим в живописи, было задумано художником, который разметил поверхность таким образом, чтобы зрители поняли, что подразумевалось при подобном изображении.
В «живописи как искусство» Воллхайм предупреждает о том, чтобы мы не понимали идею интенции художника слишком узким или ограниченным образом. «По крайней мере, в контексте искусства, — пишет он, — следует понимать интенцию включая желания, убеждения, эмоции, обязательства». Зритель намекает на то, как выглядит картина, и это, по мнению Воллхайма, «предполагает универсальную человеческую природу, в которой участвуют художники и зрители».
В эссе 1965 года «Минимал арт» он, фактически, придумал эту фразу, хотя смысл фразы в конечном счете вышел за рамки определения Воллхайма. В этой работе Воллхайм обратился к монохромной живописи и реди-мейдами Марселя Дюшана, ища примеры, которые отвечали бы минимальным критериям, которыми можно было бы определить произведение искусства. Однако, это эссе является скорее философским исследованием, чем критическим исследованием искусства, которому он его посвятил. Принятие этих объектов в качестве произведений искусства «порождает определенные сомнения и тревоги, которые могут подавлять устойчивое уважение к моде, но не могут быть эффективно решены».
Воллхайм за свою жизнь прочитал множество лекций, некоторые из которых легли в основу его книг. В 1982 году он прочитал лекции Уильяма Джеймса в Гарварде, позднее, они были опубликованы как «The Thread Of Life» (1984), и посвящены исследованию идентичности личности. Аналогичным образом, в 1984 году им были прочитаны лекции по программе Эндрю М. Меллона в области изобразительных искусств Национальной галереи искусств (федеральный округ Колумбия), опубликованные как «живопись как искусство» (Painting as an Art). Сюда же можно отнести его лекции 1991 года программы лекций Эрнеста Кассирера в Йельском университете. Они были положены в основу его книги «Эмоции» (1999).
Как и работами по философией искусства, Воллхайм был известен своими философскими трактовками психоаналитической теории, разработанной Зигмундом Фрейдом. Воллхайм был близок с кругом психоаналитиков — последователей Мелани Кляйн: Ханной Сигал, Дональдом Мельтцером и др., а также с художественными критиками, вдохновленными их идеями, как Эдриан Стоукс. Его посмертно опубликованная автобиография о своей молодости «Зародыши детства» с дополнительными очерками многое раскрывает о его семейном прошлом и его жизни вплоть до ранней мужественности, предоставляя ценный материал для понимания его интересов и чувствительности.

## Список произведений

### Книги и отдельно опубликованные работы
- F. H. Bradley. Harmondsworth; Baltimore: Penguin, 1959. 2d edition, 1969.
- 'Socialism and Culture'. (Fabian Tract, 331.) London: Fabian Society, 1961.
- 'On Drawing an Object'. London: University College, 1965 (long essay). Repr. in On Art and the Mind.
- Art and Its Objects: an Introduction to Aesthetics. New York: Harper & Row, 1968. Harmondsworth: Penguin Books, 1970. As Harper Torchbook, 1971.
- Art and its Objects: With Six Supplementary Essays. 2d edition. Cambridge, New York: Cambridge University Press, 1980.
- A Family Romance. London: Jonathan Cape, 1969. New York: Farrar, Straus, Giroux, 1969 (novel).
- Freud. (Fontana Modern Masters.) London: Collins, 1971. Paperback, 1973. American and later Cambridge University Press (1981) eds. titled Sigmund Freud.
- On Art and the Mind: essays and lectures. Cambridge, Mass.: Harvard University Press,1972.
- 'The Good Self and the Bad Self: the Moral Psychology of British Idealism and the English School of Psychoanalysis Compared' (1975)—repr. in The Mind and Its Depths, 1993.
- 'The Sheep and the Ceremony' (1976)—repr. in The Mind and Its Depths, 1983.
- The Thread of Life. Cambridge, Mass.: Harvard University Press, 1984.
- Painting as an Art. Andrew M. Mellon Lectures in Fine Arts, National Gallery of Art, Washington, D.C. Cambridge, Mass.: Harvard University Press, 1987.
- The Mind and Its Depths. Cambridge, Mass.: Harvard University Press, 1993 (essays).
- On the Emotions. New Haven and London: Yale University Press, 1999.
- Germs: a memoir of childhood. London: Waywiser Press, 2004.

### Основные статьи
- «Minimal Art», Arts Magazine (January 1965): 26-32. Repr. in On Art and the Mind.
- «Nelson Goodman’s Languages of Art», The Journal of Philosophy: 62, no. 16 (Ag. 1970): 531.
- «Adrian Stokes, critic, painter, poet», Times Literary Supplement (17 February 1978): 207—209.
- «The Cabinet of Dr Lacan», Topoi: 10 no. 2 (1991): 163—174. [1]
- «A Bed out of Leaves», London Review of Books 25, no. 23 (4 December 2003). [2]